# Alpha Circini
Désignations
α Cir A : LTT 5827, NLTT 38064, SAO 252853

Alpha Circini (α Cir / α Circini) est l'étoile la plus brillante de la constellation du Compas, dont la magnitude apparente est d'environ 3,20. D'après la mesure de sa parallaxe annuelle par le satellite Hipparcos, le système est situé à ∼ 54 a.l. (∼ 16,6 pc) de la Terre. Il s'éloigne du Système solaire à une vitesse radiale de +7,1 km/s.
Alpha Circini est une binaire visuelle. Sa composante primaire, désignée α Circini A, est une étoile blanche de la séquence principale ainsi qu'une étoile Ap chimiquement particulière de type spectral A7 Vp SrCrEu. C'est également une étoile variable de type roAp dont la magnitude apparente varie entre 3,18 et 3,21. Elle oscille selon de multiples cycles de pulsation non-radiaux, avec un cycle dominant de 6,8 minutes.
Son compagnon, α Circini B, est une naine orange de type spectral K5 V et de magnitude 8,8, localisée à 15,7 secondes d'arc.